# Myriopholis natatrix
Myriopholis natatrix är en kräldjursart som beskrevs av  Andersson 1937. Myriopholis natatrix ingår i släktet Myriopholis och familjen Leptotyphlopidae. Inga underarter finns listade i Catalogue of Life.
Artens taxonomiska status är omstridd. The Reptile Database listar den som underart till Myriopholis algeriensis.
Myriopholis natatrix är endast känd från östra Gambia och den når kanske angränsande regioner av Senegal. Typexemplaret hittades på Janjanbureh Island. Det är inte känt vilket habitat djuret föredrar.
Efter 1937 upptäcktes inga fler exemplar i regionen. IUCN listar arten med kunskapsbrist (DD).